# Plaça de Calvo Sotelo
La plaça de Calvo Sotelo és una plaça ubicada al centre de la ciutat d'Alacant, contigua a les avingudes del Doctor Gadea i de Federico Soto. És coneguda popularment com la plaça dels coloms.
La construcció inicial data del segle xvi. Antigament es denominava plaça de Sant Francesc, però posteriorment va ser rebatejada en honor del polític José Calvo Sotelo, assassinat el 13 de juliol de 1936.
A l'interior de la plaça es localitzava des de 1935 el monument a Maisonnave que posteriorment va ser traslladat a tocar de la seua ubicació originària, en les confluències de les avingudes de Federico Soto i Doctor Gadea. Actualment es troba el monument a Eugenio Barrejón, governador civil de la província d'Alacant, realitzat en bronze, ferro i pedra per l'escultor Antonio Yerro, així com tres arbres singulars: un plàtan d'ombra (Platanus × hispanica), un om comú (Ulmus minor) i una araucària de grans dimensions (Araucaria excelsa).